# Viale del tramonto
Viale del tramonto (Sunset Boulevard) è un film noir del 1950 diretto da Billy Wilder con William Holden, Gloria Swanson ed Erich von Stroheim.
Apprezzato dalla critica fin dalle prime proiezioni, il film ottenne 11 candidature agli Oscar, vincendo tre statuette. Uscito il 4 agosto 1950 negli Stati Uniti, è ancora oggi uno dei film più noti e apprezzati del cinema americano. La sceneggiatura, scritta dallo stesso Wilder in collaborazione con Charles Brackett e D.M. Marshmann Jr., non nasconde una forte critica ai cinici meccanismi e alle stravaganze di Hollywood, in particolare dello star system.
Nel 1989 è stato scelto per la conservazione nel National Film Registry della Biblioteca del Congresso degli Stati Uniti. Nel 1998 l'American Film Institute l'ha inserito al dodicesimo posto della classifica dei migliori cento film statunitensi di tutti i tempi, mentre dieci anni dopo, nella lista aggiornata, è sceso al sedicesimo posto.

## Trama

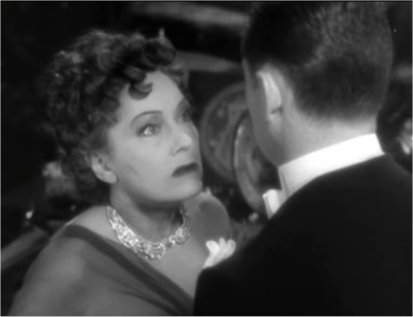
Gloria Swanson e William Holden interpretano Norma Desmond e Joe Gillis

La vicenda viene narrata dal protagonista già morto che racconta la sua verità allo spettatore in un lungo flashback. Joe Gillis è un giovane soggettista di Hollywood, il cui cadavere galleggia nella piscina di una villa sul Sunset Boulevard, a Los Angeles. Il racconto in prima persona da parte di un morto fu un paradosso narrativo che aveva però una giustificazione poetica, poiché il film si poneva come grande omaggio al cinema del passato.
Il racconto di Gillis inizia spiegando come, sei mesi prima, fuggendo dagli emissari di una società finanziaria che volevano sequestrargli l'automobile come pagamento per i suoi debiti, egli trova casualmente rifugio in Sunset Boulevard, nella villa di Norma Desmond, una cinquantenne ex-diva del cinema muto, ritiratasi a vivere in solitudine. La villa è immensa, ma ha un che di fatiscente come se fosse abbandonata. Accolto dal maggiordomo Max, Gillis viene scambiato dalla Desmond per uno dei necrofori incaricati del funerale della propria scimmietta.
Incuriosito dalla situazione, Gillis fa la conoscenza dell'attrice, che vive attorniata da centinaia di sue fotografie e nel totale disprezzo per il cinema moderno, che considera rovinato e corrotto dall'avvento del sonoro e del Technicolor. Poiché sogna un ritorno alla celebrità, Desmond impone a Gillis di visionare il copione di un film di cui lei ha curato la stesura, incentrato sul personaggio di Salomè, e per questo lo ospita, trattenendolo nella sua isolata e sfarzosa dimora. Le intenzioni dell'attrice vanno però al di là di un semplice rapporto di lavoro: ella, infatti, s'innamora di Joe, lo lusinga con costosi regali, ma viene da lui rifiutata. Durante il party di capodanno, in un impeto d'ira la Desmond colpisce Gillis, che si allontana dalla villa.
Recatosi in casa dell'amico Artie Green, v'incontra la giovane fidanzata di questi, Betty Schaefer, una ragazza conosciuta tempo prima negli uffici della Paramount. Durante la serata, Gillis telefona a Max, maggiordomo della Desmond, per farsi spedire indietro i propri effetti personali, ma scopre che l'attrice ha tentato il suicidio. Sconvolto, il giovane si precipita al suo capezzale, promettendole di non allontanarsi ancora.

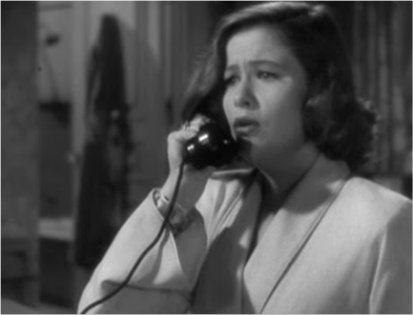
Nancy Olson interpreta Betty Schaefer

Da questo punto in avanti Gillis conduce una doppia vita: passa le giornate nella villa in compagnia della Desmond mentre, di sera, esce di soppiatto per recarsi presso gli studios della Paramount e scrivere insieme a Betty il soggetto per un film. Quando Betty gli confessa, però, il suo amore per lui, Joe rimane turbato e se ne va senza darle una risposta. Norma, scoperto il motivo delle misteriose uscite notturne di Gillis, ormai al culmine della pazzia e rosa dalla gelosia, telefona a Betty raccontandole della doppia vita di Joe. Questi la scopre durante la conversazione e invita la ragazza a recarsi alla villa di Sunset Boulevard per chiarire la faccenda. Quando la ragazza arriva, Gillis le spiega della sfarzosa vita che conduce con la matura Norma; scioccata e affranta, la ragazza fugge in lacrime. Gillis si reca dunque in camera, intenzionato a fare i bagagli e ad andarsene; Norma lo insegue fino in giardino e gli spara tre colpi di pistola, uccidendolo. Il corpo senza vita di Joe cade nella piscina.
Si torna così all'inizio della vicenda, sul bordo della piscina. All'arrivo della polizia, Norma Desmond appare completamente estraniata dalla realtà e non comprende cosa stia succedendo veramente. Il fido maggiordomo Max, che era il suo pigmalione e primo marito, le dice che sono arrivati gli operatori del cinegiornale per la produzione del film del suo rientro nel cinema. La diva, credendo che ci sia il suo regista Cecil B. DeMille pronto a filmarla, scende allora maestosamente le scale e, circondata dai reporter, si sente l'attrice acclamata di un tempo. Dopo aver ringraziato tutti i presenti, guardando la cinepresa pronuncia la famosa battuta finale:

## Il tema
Viale del tramonto è considerato uno dei capolavori di Hollywood e uno dei migliori soggetti sul divismo e sul cinema del passato. Norma Desmond incarna un mondo che sia il pubblico sia lo studios system sembrano aver dimenticato: quello degli ex-divi, un tempo acclamati come semidei e ora ridotti a relitti abbandonati. Non a caso la vita di Norma Desmond ha qualcosa di funereo, di fatiscente, così come la sua abitazione, ma persiste anche un fascino sublime che strega tanto il protagonista quanto lo spettatore.
Durante la scena della proiezione privata, Joe scopre tutta la potenza del cinema muto e la sua carica espressiva. «Non avevamo bisogno di parole, avevamo dei volti!» dice Norma a Joe. La trama mostra quindi con ambiguità sia la grandezza del divismo, sia le sue contraddizioni e i suoi orrori. Norma uccide Joe ormai in preda alla pazzia e, mentre viene portata via dagli infermieri e dai poliziotti, crede di andare a girare un film in studio.

## Produzione

### La scelta del cast
A causa di numerose defezioni, la scelta degli attori non fu facile per Wilder. 
Il ruolo di Joe Gillis fu affidato inizialmente a Montgomery Clift, il quale ruppe il contratto due settimane prima dell'inizio delle riprese; fu poi contattato Fred MacMurray, che non accettò di interpretare un personaggio con le caratteristiche definite immorali di un gigolò; fu quindi proposto un giovane Marlon Brando ma che la produzione scartò poiché non abbastanza conosciuto. 
Quindi fu Gene Kelly a firmare un pre-accordo ma la MGM, che aveva con lui un contratto di esclusiva, oppose il veto e quindi si dovette annullare l'ingaggio. 
William Holden fu dunque la classica scelta di ripiego, peraltro tenacemente contrastata da Wilder, che non era convinto del suo talento. Tuttavia Wilder si dovette ricredere e scritturò successivamente Holden per altri suoi film, tanto che fra loro proseguì una fruttuosa collaborazione professionale.
Altrettanto difficile fu la scelta dell'attrice protagonista, che si volle cercare tra le vere dive del cinema muto. Mae West fu la prima a declinare, in quanto si riteneva troppo giovane per la parte. Successivamente Mary Pickford diede forfait dopo che la sua richiesta di apportare alcune modifiche alla sceneggiatura, a tutela della propria immagine, venne rifiutata. 
Pola Negri fu scartata a causa del suo forte accento polacco, mentre Greta Garbo non prese neppure in considerazione la proposta. 
Solo alla fine fu contattata Gloria Swanson, diva del muto che negli ultimi quindici anni aveva girato un solo film e la cui situazione, dunque, aveva molte analogie con quella del personaggio che avrebbe interpretato, così come Erich von Stroheim, nei panni del maggiordomo ed ex-regista Max.
Altri tre divi del cinema muto, Buster Keaton, Anna Q. Nilsson e H.B. Warner, furono scelti per interpretare camei nei ruoli dei pochi amici di Norma Desmond, visibili nella scena della partita a bridge.

### La sceneggiatura e le riprese
Già nel 1948 Wilder e Brackett avevano iniziato a lavorare al film, non rimanendo però soddisfatti del risultato; determinante fu la collaborazione con D.M. Marshan Jr., un ex-giornalista di Life che aveva colpito i due autori per lo stile con cui aveva recensito in quell'anno Il valzer dell'imperatore. Fonte d'ispirazione per gli autori fu la vicenda di Mabel Normand, un'attrice morta nel 1930, travolta da uno scandalo nel 1922 poiché sospettata dell'omicidio del suo collega e amante William Desmond Taylor. Dai nomi dei due personaggi ebbe origine il nome di Norma Desmond.
Quando iniziarono le riprese solo un terzo della sceneggiatura era stata stesa. Wilder desiderava vedere che cosa sarebbe scaturito dall'alchimia fra gli attori, prima di decidere diversi particolari della storia. Originariamente il film iniziava in una camera mortuaria, dalla quale il cadavere di Gillis raccontava la sua storia. La scena non ebbe successo: durante un'anteprima ad Evanston, nell'Illinois, il pubblico scoppiò a ridere. Fu dunque elaborata l'idea della piscina.
Il critico Richard Corliss paragonò il personaggio di Norma Desmond a quello di Dracula perché seduttrice e assassina, mentre la figura di Max è associata a Il fantasma dell'Opera di Gaston Leroux. Wilder rifiutò l'etichetta di commedia nera per Sunset Boulevard.
Elemento di notevole importanza nel film sono le luci, per le quali Wilder contattò John Seitz, che era già stato suo collaboratore per La fiamma del peccato. Particolare attenzione fu data, sotto questo punto di vista, alle scene del funerale della scimmia della Desmond e della proiezione privata del film.
Particolarmente difficile fu la preparazione della scena in cui, dal fondo della piscina, si vede il cadavere di Gillis galleggiare sull'acqua: un primo esperimento fu fatto con una cinepresa che venne immersa nell'acqua con la protezione di una speciale scatola, ma Wilder non ne fu soddisfatto; la soluzione definitiva fu dunque quella di piazzare sul fondo della piscina uno specchio, e filmare il riflesso del corpo galleggiante di Gillis-William Holden. Questo secondo tentativo ebbe successo, anche per l'effetto distorto che le immagini dei poliziotti sul bordo della grande vasca assumevano nello specchio.
Per dare all'abitazione di Norma Desmond l'aspetto di un luogo in decadenza, Wilder chiese inoltre ad alcuni cineoperatori di soffiare della pietra pomice sbriciolata sull'obiettivo della cinepresa, prima del ciak.

### L'oggettistica originale

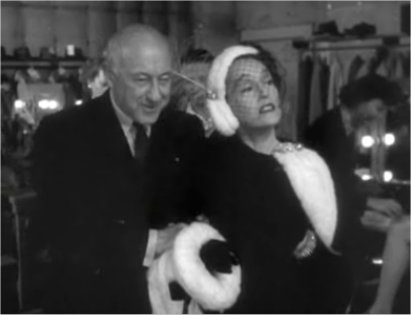
DeMille e Swanson negli studios

Le fotografie che ricoprono le pareti della casa di Norma Desmond provenivano dalla collezione di Gloria Swanson; un particolare curioso riguarda il film proiettato nella sala privata della villa della Desmond, che nella finzione vedeva protagonista la stessa diva: si tratta de La regina Kelly (1927), con la stessa Swanson protagonista e diretto peraltro da Erich von Stroheim, rimasto poi incompiuto proprio a causa del licenziamento del regista da parte dell'attrice, che era anche produttrice, e poi per l'avvento del sonoro. Il film era inedito all'epoca e le immagini apparse in Viale del tramonto furono per decenni le uniche mai mostrate al pubblico.
Durante la visita agli studi Paramount, la Desmond viene accolta dal regista Cecil B. DeMille, nel ruolo di se stesso, il quale sta effettuando delle riprese. La sequenza è stata filmata sul vero set del film cui il regista stava lavorando all'epoca: Sansone e Dalila.
La grande coupé de ville di proprietà della Desmond è un'Isotta Fraschini Tipo 8A carrozzata da Castagna del 1929, oggi conservata al Museo dell'automobile di Torino.

## Colonna sonora
La colonna sonora, vincitrice del premio Oscar e del Golden Globe, fu composta da Franz Waxman e pubblicata su CD solo nel 2002, in un'edizione in cui l'intera colonna sonora fu ri-registrata da Joel McNeely e dalla Scottish Symphony Orchestra.

## Distribuzione

### Differenze di doppiaggio
Nella versione italiana, Joe Gillis giunge a casa dell'amico e questi lo presenta come sospettato di spionaggio; nell'originale, però, egli veniva presentato come sospettato di avere ucciso la Dalia Nera.

## Accoglienza

### Critica
Il film provocò grande malcontento nello show-business: Louis B. Mayer sottolineò il disappunto che provava nel vedere Wilder criticare l'industria che gli dava da vivere. Mae Murray, diva del muto, contemporanea della Swanson, si dichiarò offesa dal personaggio di Norma Desmond.
Di parere opposto furono i critici: tra gli altri, Time lodò il film, definendolo «...il lato peggiore di Hollywood raccontato nel modo migliore». Il film fu proiettato al Radio City Music Hall per sette settimane, nel corso delle quali guadagnò oltre un milione di dollari e divenne un grande successo anche grazie alla tournée di Gloria Swanson, che visitò 33 città statunitensi per promuovere la pellicola.

## Riconoscimenti
- 1951 - Premio Oscar
  - Miglior sceneggiatura originale a Billy Wilder, Charles Brackett e D.M. Marshman Jr.
  - Miglior scenografia ad Hans Dreier, John Meehan, Sam Comer e Ray Moyer
  - Miglior colonna sonora a Franz Waxman
  - Candidatura per il miglior film alla Paramount Pictures
  - Candidatura per il miglior regista a Billy Wilder
  - Candidatura per il miglior attore a William Holden
  - Candidatura per la miglior attrice a Gloria Swanson
  - Candidatura per il miglior attore non protagonista a Erich Von Stroheim
  - Candidatura per la miglior attrice non protagonista a Nancy Olson
  - Candidatura per la miglior fotografia a John F. Seitz
  - Candidatura per il miglior montaggio ad Arthur P. Schmidt
- 1951 - Golden Globe
  - Miglior film drammatico
  - Migliore regista a Billy Wilder
  - Miglior attrice in un film drammatico a Gloria Swanson
  - Miglior colonna sonora a Franz Waxman
  - Candidatura per il miglior attore non protagonista a Erich Von Stroheim
  - Candidatura per la miglior sceneggiatura a Charles Brackett, Billy Wilder e D.M. Marshman Jr.
  - Candidatura per la migliore fotografia a John F. Seitz
- 1950 - National Board of Review Awards
  - Miglior film
  - Migliori dieci film
  - Miglior attrice a Gloria Swanson
- 1951 - Nastro d'argento
  - Regista del miglior film straniero a Billy Wilder
  - Miglior attrice straniera a Gloria Swanson
- 1952 - Blue Ribbon Awards
  - Miglior film straniero a Billy Wilder
- 1951 - Directors Guild of America Awards
  - Candidatura per il DGA Award a Billy Wilder
- 1951 - Writers Guild of America Awards
  - WGA Award a Charles Brackett, Billy Wilder e D.M. Marshman Jr.

### AFI's 100 Years
La più celebre battuta del film, "Eccomi, De Mille, sono pronta per il mio primo piano!" ("All right, Mr. DeMille, I'm ready for my close-up!" in lingua originale), è stata inserita nella lista delle cento migliori citazioni cinematografiche di tutti i tempi stilata dall'American Film Institute nel 2005, figurando al 7º posto.

## Opere derivate
Una versione musicale del film, intitolata Sunset Boulevard è stata realizzata da sir Andrew Lloyd Webber con liriche e libretto di Don Black e Christopher Hampton ed esordì al Sydmonthon Festival nel 1992 prima di aprire a Londra, l'anno successivo.
La trama del musical segue fedelmente quella del film, eliminando la gran parte dei dialoghi per rimpiazzarli con canzoni (le più famose sono With One Look, As If We Never Said Goodbye e The Perfect Year) e con una scenografia molto simile.
La produzione piacque molto a Billy Wilder, che definì Patti LuPone, la cantante che ricopriva il ruolo di Norma Desmond, una "vera diva". Negli Stati Uniti invece il successo del musical si deve in particolare all'attrice Glenn Close, paradigmatica interprete di questo ruolo col quale vinse il Tony Award come migliore attrice in un musical.
Nel febbraio 2019 è stato inoltre confermato l'adattamento cinematografico del musical di Webber; il film avrà come protagonista Glenn Close e sarà diretto da Rob Ashford.

## Nella cultura di massa
- Il personaggio di Gordon Cole in Twin Peaks è ispirato all'omonimo personaggio del film di Billy Wilder. La stessa pellicola è citata nell'episodio 15 della nuova serie nel quale Dale Cooper s'imbatte nella trasmissione del film, ancora immerso nel suo stato catatonico; quando sente il nome del vecchio collega si scuote dal suo torpore e infila una forchetta in una presa elettrica, folgorandosi[11]. Al risveglio dal coma, nell'episodio successivo, torna in possesso delle sue piene facoltà[12].
- Nella serie animata statunitense American Dad Steve, diventato autore di fama per un certo periodo di tempo, muore nello stesso modo di Joe Gillis (anche se poi si scopre che a morire è stato un suo sosia). La scena del corpo galleggiante nella piscina viene ripresa quasi alla lettera. Inoltre lo stesso episodio viene narrato in terza persona dallo stesso Steve, come nella pellicola di Wilder.
- In The Dressmaker - Il diavolo è tornato, film ambientato negli anni '50 con protagonista Kate Winslet nei panni di una geniale stilista, nella scena in cui i due protagonisti vanno al cinema è trasmesso lo spezzone in cui Joe Gillis e Norma Desmond sono abbracciati sul divano nella grande e nostalgica villa dell'attrice.